# Ech Chaïba
Ech Chaïba là một đô thị thuộc tỉnh Biskra, Algérie. Dân số thời điểm năm 2002 là 4.675 người.